# Servicio de Asistencia Técnica
El Servicio de Asistencia Técnica (SAT) es el departamento o empresa encargada del mantenimiento o reparación de los productos a los cuales está vinculado.
Cuando se compra un producto, el fabricante o comercializador del mismo están obligados a responder de los posibles defectos de fabricación durante un periodo determinado (garantía), el cual varia según la legislación de cada país/continente. Es en estos casos cuando interviene el Servicio técnico, el cual puede ser propiedad del fabricante/comercializador o en el mayor de los casos una empresa externa subcontratada.
Una vez el producto deja de estar amparado por el periodo de garantía el usuario es libre de contratar el mantenimiento con cualquier otro servicio técnico, es por esto que existen gran cantidad de servicios técnicos no oficiales, es decir, que no están vinculados a ningún fabricante o comercializador en concreto, sino que actúan por su cuenta y riesgo.
Aunque el término SAT es empleado por los talleres de servicios que reparan equipos con garantía de fabricante, existe otra sigla más específica para este tipo de talleres: CAST “Centro Autorizado de Servicio Técnico”, estos centros se diferencian manejar un volumen de reparaciones muy superior a los SAT y por deber llevar un control minucioso de las garantías.
Los CAST’s deben cumplir con varias reglas impuestas por los fabricantes a los cuales prestan sus servicios, el objeto es ofrecer un servicio de excelencia para sus clientes y de esta manera conservar la imagen de la marca que representan.

En ocasiones, cuando se habla de SAT, algunas empresas se refieren a la herramienta informática con la las empresas o departamentos de servicio técnico utilizan para gestionar todo su volumen de trabajo. Estos programas de servicio de asistencia técnica registran y gestionan los avisos y las reparaciones, las órdenes de trabajo o los contratos de mantenimiento, preventivos o correctivos. 

## Diferencia entre CAST y SAT
Los CAST, a diferencia de los SAT, muy a menudo se ven obligados a obtener certificados de calidad, ya sea en el ámbito industrial como en el de satisfacción al cliente. Los certificados de calidad se pueden obtener adquiriendo sistemas de gestión especializados que obliguen a cumplir con los procesos de manejo de garantías pero que a la vez optimicen la relación con los clientes.

## SAT oficial
SAT oficial y CAST son sinónimos, el SAT oficial cuenta con algunas ventajas que pueden mejorar sus ingresos, un buen ejemplo es el uso de los logos de las marcas. También poseen acceso a una gran cantidad de información técnica confidencial y muy difícil de conseguir para los talleres no oficiales.  Los SAT’s oficiales además obtienen los repuestos necesarios para las reparaciones directamente con los fabricantes, teniendo siempre la ventaja de contar con repuestos originales.
En la mayoría de los países los trabajos realizados por los centros de asistencia técnica oficiales o privados, están protegidos por ley, teniendo los clientes derechos a la completa satisfacción sobre el funcionamiento del equipo que han adquirido. La garantía de los productos nuevos suelen tener dos instancias de tiempo, la primera es el periodo de pruebas, durante el cual el cliente evalúa que la unidad que ha comprado funciona perfectamente (este periodo suele ser de unas pocas semanas). Si se observa una falla dentro de este periodo, el cliente tiene derecho a que la unidad comprada le sea substituida por una nueva unidad sin necesidad de pasar por el SAT. Luego de este periodo de gracia, el equipo corre bajo los términos normales de la garantía, y ante cualquier defecto presentado el cliente deberá acudir al SAT.
Un servicio de asistencia técnica oficial (SAT oficial) es un servicio de asistencia técnica para la instalación, reparación y mantenimiento de aparatos electrodomésticos de una determinada marca fabricante de éstos.
Los SAT oficiales, según el contrato pactado, pueden o no estar obligados a reparar exclusivamente los artículos de la marca y gama que representan, con independencia de su lugar de adquisición, para lo cual disponen de una autorización escrita del fabricante, o de su representante legal. Los  SAT oficiales además de recibir formación de la marca, pueden ostentar en su local los distintivos de la misma.